# ㅈ
ㅈ(jieut - 지읒) là một phụ âm trong bảng chữ cái hangul. Unicode của ㅈ ilà U+3148. Chữ cái này được phát âm giống ch hoặc j khi đứng đầu một chữ và được phát âm là t khi là phụ âm cuối.